# 约翰·坎贝尔 (赛艇运动员)
约翰·坎贝尔（英語：John Campbell，1899年4月13日—1939年2月20日），英国男子赛艇运动员。他曾代表英国参加1920年夏季奥林匹克运动会赛艇比赛，获得男子八人单桨有舵手银牌。